# Geonames
Geonames är en geografisk databas tillgänglig på webben, under en Creative Commons-licens.

## Databasen
Geonames innehåller över 10 miljoner geografiska namn som motsvarar mer än 9 miljoner unika egenskaper, 2,8 miljoner bebyggda platser och 5,5 miljoner alternativa namn. Objekten i databasen är kategoriserade i en av nio klasser och dessa klasser har tillsammans 645 koder som beskriver olika typer av geografiska objekt. Varje geografiska namn har en unik kod och innehåller namn på olika språk, latitud, longitud, höjd, befolkning, administrativ indelning och hierarki samt postnummer. Koordinater ges i World Geodetic System 1984 (WGS84).

## Informationen
Informationen kommer från olika officiella offentliga källor. Alla som har skapat ett konto kan rätta och lägga till i databasen.
Svensk- och cebuanospråkiga Wikipedia har använt informationen i ett projekt, som skulle automatiskt generera artiklar om geografiska platser i databasen. Detta projekt avbröts för svenskspråkiga Wikipedias del år 2016, innan det fullförts för alla länder på jorden. Det har efterföljts av ett 2021 ännu  pågående Projekt alla platser-städning.

## Källhänvisningar
1. ↑  ”About GeoNames”. Geonames. http://www.geonames.org/about.html. Läst 29 april 2016.
2. ↑  ”Datasources used by GeoNames in the GeoNames Gazetteer”. Geonames. http://www.geonames.org/data-sources.html. Läst 29 april 2016.
3. ↑  ”GeoNames User Manual”. Geonames. http://www.geonames.org/manual.html#create. Läst 29 april 2016.